# 33街車站 (PATH)
33街車站（英語：33rd Street）是美國紐新港務局過哈德遜河捷運（PATH）系統的總站，位於紐約市曼哈頓先驅廣場32街及第六大道交界，平日設有霍博肯－33街線和雜誌廣場－33街線，週末設有雜誌廣場－33街線 (經霍博肯)。33街車站是全部3條路線的北端總站。

## 車站結構
| G  | 街道層                | 出入口 | 出入口 |
| B1 | 月台層                | 閘機、單向閘機、轉乘紐約地鐵 線，34街-先驅廣場                                                                         |        |
| B1 | 側式月台，左側開門    | |        |
| B1 | 南行                  | 霍博肯－33街線 往霍博肯（23街） · 雜誌廣場－33街線 (經霍博肯) 往雜誌廣場（23街）                                       |        |
| B1 | 島式月台，左/右側開門 | |        |
| B1 | 南行                  | 霍博肯－33街線 往霍博肯（23街） · 雜誌廣場－33街線 往雜誌廣場（23街） · 雜誌廣場－33街線 (經霍博肯) 往雜誌廣場（23街） |        |
| B1 | 島式月台，左/右側開門 | |        |
| B1 | 南行                  | 雜誌廣場－33街線 往雜誌廣場（23街） · 雜誌廣場－33街線 (經霍博肯) 往雜誌廣場（23街）                                   |        |
| B1 | 側式月台，右側開門    | |        |
| B2 | 南行                  | 不停靠 | 不停靠 |
| B2 | 南行快速              | 不停靠 | 不停靠 |
| B2 | 北行快速              | 不停靠 | 不停靠 |
| B2 | 北行                  | 不停靠 | 不停靠 |

現時車站設有兩個島式月台、兩個側式月台和三條軌道，是西班牙式月台佈局。此站不是原初車站所在地，原初車站在1910年11月10日啟用。1936年當獨立地鐵系統的IND第六大道線興建時，必須移動哈德遜及曼哈頓鐵路33街車站。原初車站在1937年12月關閉。1939年9月開設了一個新的總站，位於32街。雖然新車站位於32街，33街車站的站名卻遺留了下來。
作為此次升級的一部分，哈德遜及曼哈頓鐵路28街的車站需要關閉和拆除。為了補償失去的車站，30街開設了一個前往新總站的入口。

## 外部連結
- PATH - 33rd Street Station（页面存档备份，存于）